# Charles Glover Barkla

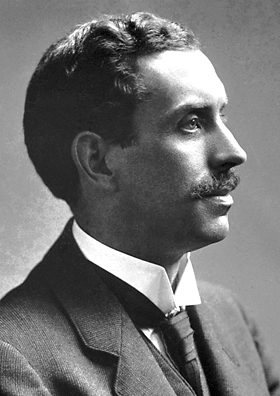
Charles Glover Barkla

Charles Glover Barkla (* 7. Juni 1877 in Widnes, Lancashire; † 23. Oktober 1944 in Edinburgh) war ein britischer Physiker. 1917 wurde er mit dem Nobelpreis für Physik ausgezeichnet.

## Leben
Charles Barkla begann nach dem Besuch des Liverpool Institutes 1894 mit dem Studium der Mathematik und Physik am University College Liverpool, damals Teil der Victoria University. Nach dem Abschluss in Physik 1898 wurde er 1899 promoviert und erhielt ein Forschungsstipendium am Cavendish-Laboratorium des Trinity College in Cambridge. Er wechselte allerdings bereits ein Jahr später an das King’s College und kehrte 1902 nach Liverpool zurück. Er übernahm 1909 eine Professur für Physik an der Universität London und wechselte 1913 an den Lehrstuhl für Naturphilosophie an der Universität Edinburgh, den er bis zu seinem Tod innehatte. Hier gehörte Janette Dunlop zu seinen Forschungsstudentinnen, mit der er 1916 den Artikel "Note on the scattering of x-rays and atomic structure" veröffentlichte.
Barkla heiratete 1907 Mary Esther Cowell und hatte zwei Söhne und eine Tochter. Nach ihm ist der Mondkrater Barkla benannt.

## Werk
Barkla beschäftigte sich bereits seit 1902 mit der Röntgenstrahlung. Er entdeckte die charakteristischen Spektrallinien der chemischen Elemente im Röntgenbereich sowie den Fluoreszenzanteil der Streustrahlung. Ebenso entdeckte er die Polarisation der Röntgenstrahlung, die große Bedeutung für die Einordnung der Röntgenstrahlung als elektromagnetische Welle hatte. Er wurde 1917 mit dem Nobelpreis für Physik „für seine Entdeckung der charakteristischen Röntgenstrahlung der Elemente“ ausgezeichnet.

## Auszeichnungen und Ehrungen
- 1912: Fellow der Royal Society
- 1914: Fellow der Royal Society of Edinburgh
- 1917: Hughes-Medaille, Royal Society
- 1917: Nobelpreis für Physik